# Paul Nobuo Tatsuguchi
Paul Nobuo Tatsuguchi (辰口 信夫, Tatsuguchi Nobuo), às vezes erroneamente referido como Nebu Tatsuguchi (31 de agosto de 1911 - 30 de maio de 1943), foi um soldado e cirurgião japonês que serviu no Exército Imperial Japonês (IJA) durante a Segunda Guerra Mundial . Ele foi morto durante a Batalha de Attu na Ilha Attu, Alasca, Estados Unidos, em 30 de maio de 1943.
O pai de Tatsuguchi, Shuichi Tatsuguchi, nasceu e foi criado em Hiroshima, Japão, antes de partir para os EUA em 1895 para "explorar o novo mundo". Ele participou Healdsburg College, mais tarde renomeado Pacific Union College, em Angwin, Califórnia. Enquanto freqüentava a faculdade, ele foi batizado na Igreja Adventista do Sétimo Dia. Em 1907, após completar um curso de odontologia no College of Physicians and Surgeons em San Francisco, Shuichi Tatsuguchi retornou a Hiroshima com planos de servir como médico missionário.